# Technische und Wirtschaftswissenschaftliche Universität Budapest

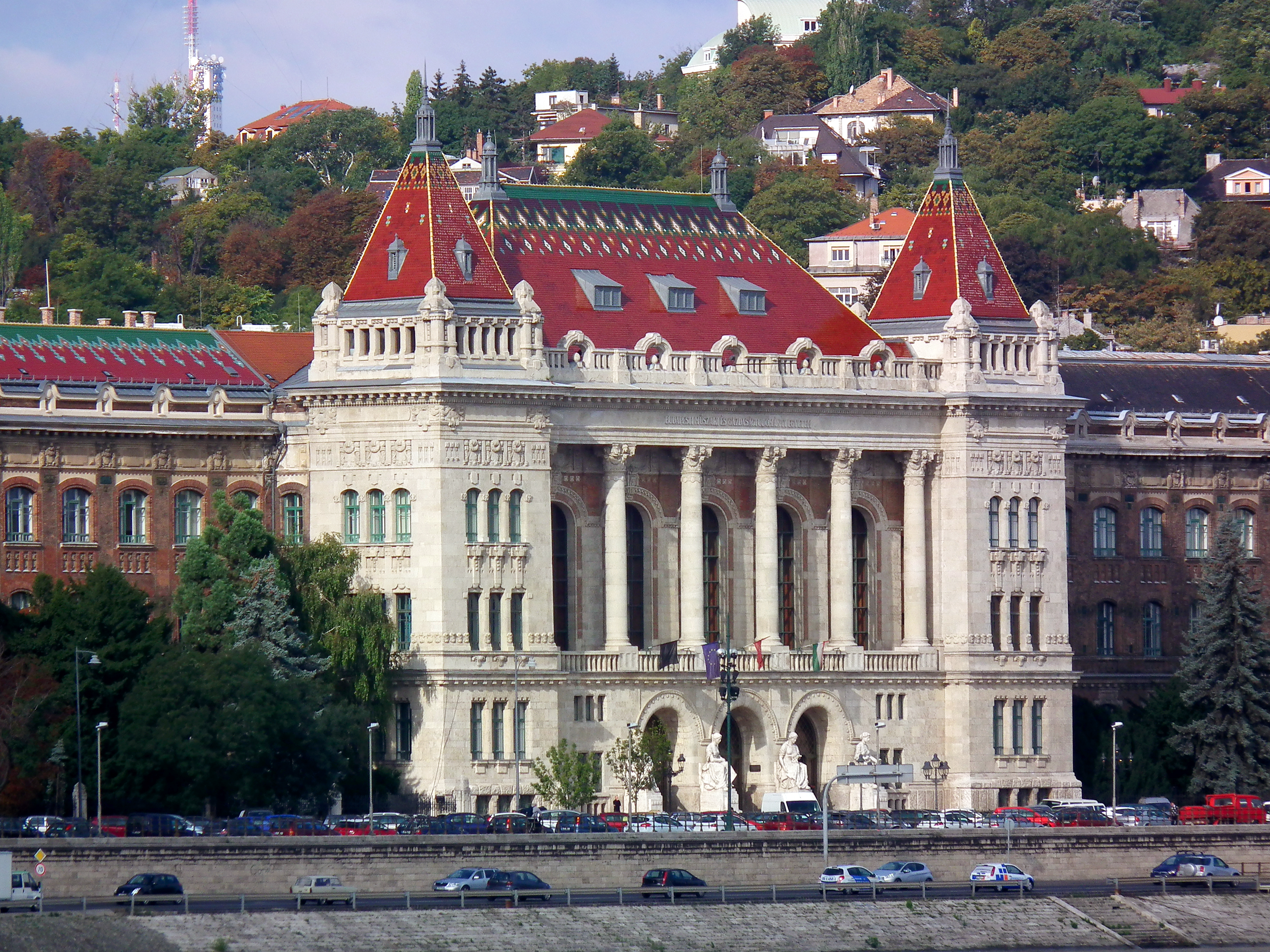
Hauptgebäude der Universität,
Architekt: Alajos Hauszmann (1909)

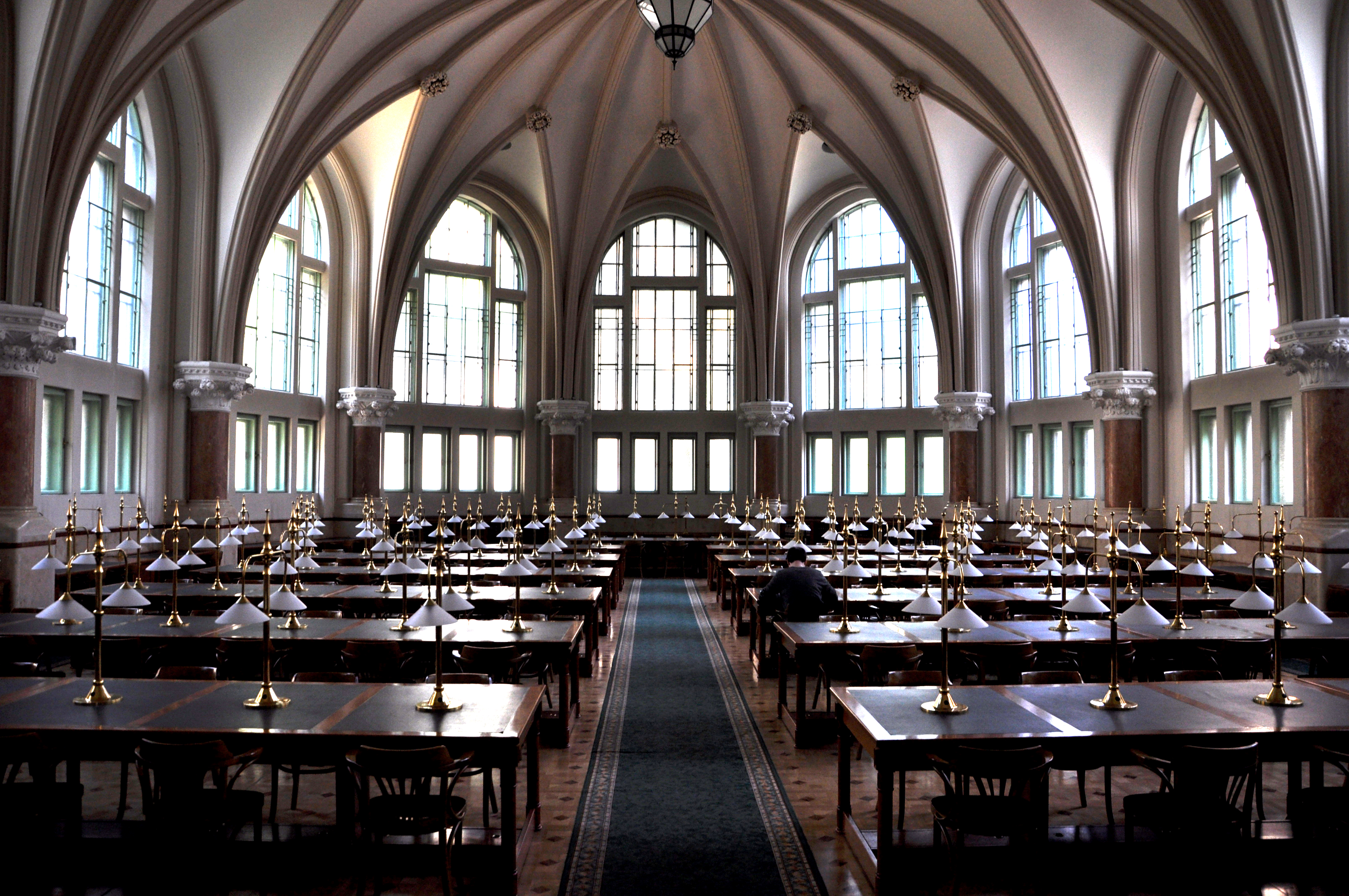
Lesesaal der Bibliothek

Die Technische und Wirtschaftswissenschaftliche Universität Budapest (ungarisch: Budapesti Műszaki és Gazdaságtudományi Egyetem, kurz BME, heute auch oftmals englisch TUB) ist die bedeutendste technische Universität in Ungarn.

## Geschichte
Die Hochschule wurde 1782 durch Kaiser Joseph II. als Institutum Geometrico-Hydrotechnicum in Budapest gegründet. 1871 erfolgte eine Umbenennung in Königlich-Ungarische Joseph-Universität für Technik und Wirtschaftswissenschaften und damit die Anerkennung als Universität. 1934 erfolge erneut eine Umstrukturierung und Umbenennung in Palatin-Josef-Universität für Technik und Wirtschaftswissenschaften, welche eine entscheidende Rolle in der Industrialisierung Ungarns der 20er und 30er Jahre innehatte.
1955 wurde die Universität in Technische Universität Budapest umbenannt. Nach dem gescheiterten Ungarischen Volksaufstand wurde sie 1956 auf insgesamt 6 Fakultäten erweitert. Im Jahr 2000 erfolgte schließlich die Umbenennung auf den heutigen Namen.

## Fakultäten
Die Technische und Wirtschaftswissenschaftliche Universität Budapest hat rund 24.000 Studenten, 1.200 Professoren und wissenschaftliche Mitarbeiter und besteht aus acht Fakultäten:
- Architektur,
- Bauingenieurwesen,
- Chemie- und Bioingenieurwesen,
- Elektrotechnik und Informationstechnik,
- Maschinenbau,
- Naturwissenschaften,
- Verkehrswesen,
- Wirtschafts- und Sozialwissenschaften

## Hochschulpartnerschaften
Die Universität unterhält zahlreiche Partnerschaften, unter anderem mit folgenden Hochschulen (Auswahl deutschsprachige Länder):
- in Deutschland
  - RWTH Aachen
  - Universität Bamberg
  - Technische Universität Berlin
  - Technische Universität Darmstadt
  - Technische Universität Dortmund
  - Technische Universität Dresden
  - HTW Dresden
  - Universität Hannover
  - Technische Universität Ilmenau
  - Karlsruher Institut für Technologie
  - Technische Universität Kaiserslautern
  - Otto-von-Guericke-Universität Magdeburg
  - Technische Universität München
  - Universität Stuttgart
  - Universität zu Köln[5]

- in Österreich
  - Technische Universität Wien
  - Technische Universität Graz
  - Johannes Kepler Universität Linz

- in der Schweiz
  - ETH Zürich